# Slot Hambach

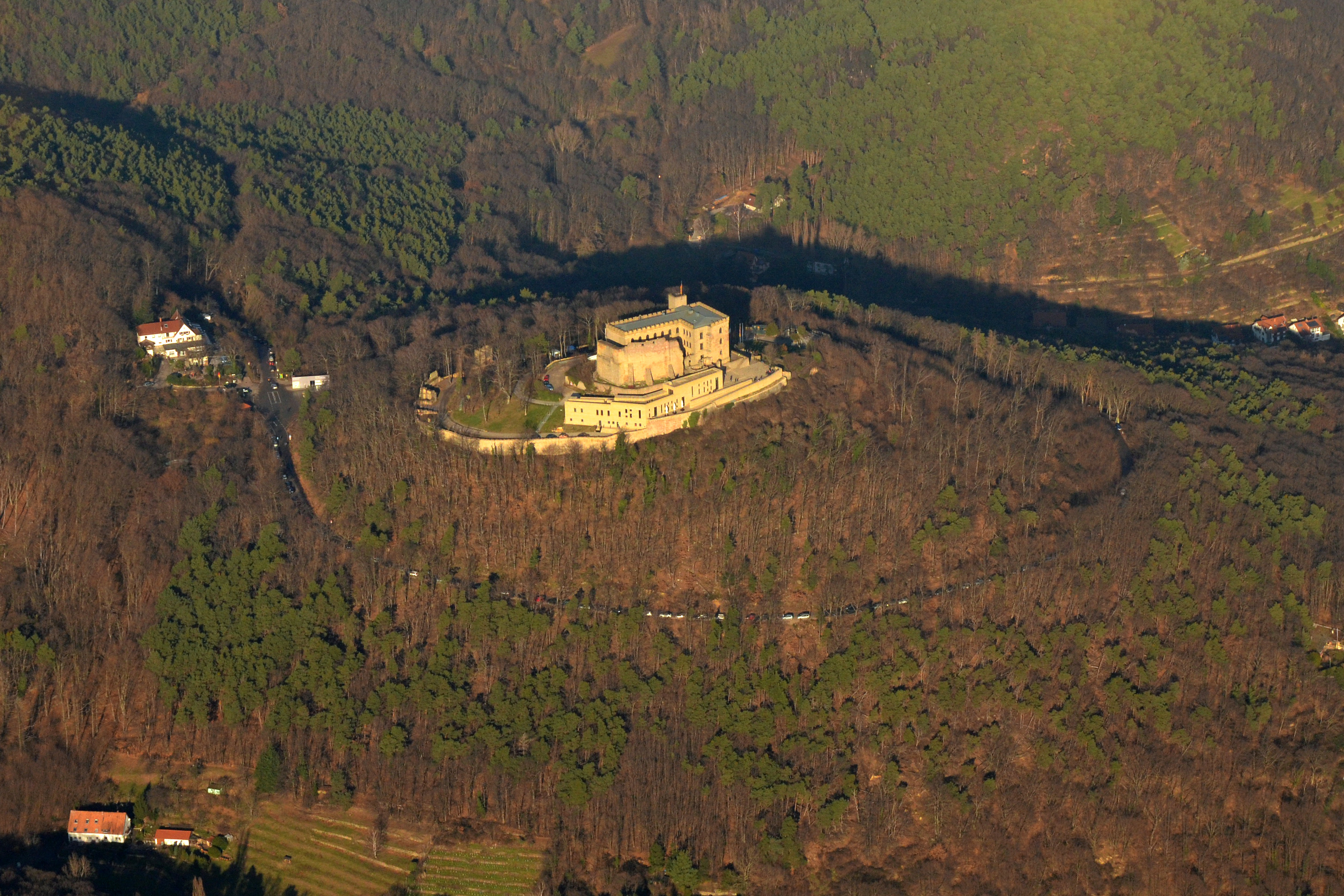
Zicht op Slot Hambach van boven

Slot Hambach (vroeger Kästenburg/Kestenburg/Keschdeburg, in de volksmond ook wel Maxburg) bij het stadsdeel Hambach bij Neustadt an der Weinstraße in de Duitse deelstaat Rijnland-Palts, werd in de middeleeuwen als burcht gebouwd en in de moderne tijd omgebouwd tot slot. Vanwege het in 1832 georganiseerde Hambacher Fest telt het naast de Sint-Paulskerk in Frankfurt als belangrijkste symbool van de Duitse democratiebeweging.

## Geografische ligging
Slot Hambach staat westelijk boven de Boven-Rijnse Laagvlakte op de oosthelling van het Haardtgebergte, een bergketen in het oosten van het Paltserwoud. Het ligt op een hoogte van 379m ten zuidwesten boven het dorp Hambach en ten westen van Diedesfeld op de naar hem genoemde Schlossberg.

## Geschiedenis

### Vroege geschiedenis
Het oorspronkelijke gebouw dateert uit de 11de eeuw en was in het bezit van de Salische dynastie. Omdat het slot strategisch gunstig op de Hambacher Schlossberg werd gebouwd, bood ze zowel bescherming als dat ze fungeerde als roofridderburcht die de bij Neustadt kruisende handelswegen en de Noord route van de Pelgrimsroute naar Santiago de Compostella in de Vorderpfalz overheersten.
De bisschop van Speyer, Johannes I († 1104), die familie was van de Salier, liet de burcht na aan het bisdom Speyer, die eigenaar was tot aan het einde van het feodale tijdperk. Veel bisschoppen van Speyer hebben hier van tijd tot tijd geresideerd. Nikolaus von Wiesbaden werd op 12 juni 1388 in de burchtkapel ingewijd tot bisschop.
In 1552 veroverden troepen van de markgraaf en legeraanvoerder Albrecht Alcibiades de burcht en legde deze in de as. Bisschop Marquard von Hattstein liet vervolgens zo goed en zo kwaad als het ging deze weer opbouwen. Het complex diende vervolgens een bisschoppelijke boswachter als woonplek.
Tijdens de Paltse Successieoorlog (Negenjarige oorlog 1688-1697) werd de verzwakte vesting in 1688 door de Fransen afgebrand en bleef het een ruïne. Alleen de burchtkapel, die gewijd is aan de heilige Michael, werd opnieuw opgetrokken en op 9 juli 1723 opnieuw ingewijd. Franse revolutionairen plunderden de kapel op 30 juli 1794 en verwoeste deze opnieuw. De figuur van aartsengel Michael, die daar werd vereerd, werd door de Fransen spottend aan een paardenstaart gebonden en door de straten gereden. De hele ruïne verviel eerst aan de Franse staat en werd later onderdeel van het Koninkrijk Beieren.

### Hambacher Fest

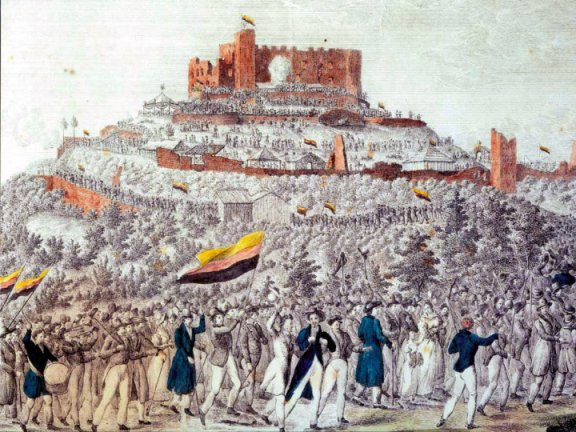
De optocht naar Slot Hambach 1832

In 1832 vormde de ruïne door de zesdaagse protestmanifestatie (27 mei tot 1 juni 1832) met ongeveer 30.000 mensen het toneel van de vroege pogingen tot democratie op Duitse bodem.
De aanleiding was de ontevredenheid onder de Paltser bevolking over de onderdrukkende maatregelen van het Beierse bestuur. Dit bestuur had na 1816 belangrijke verworvenheden ingetrokken, die tijdens de Franse bezetting aan het volk waren toegekend. Nadat de Beierse overheid een strenge censuur ingevoerd had en politieke bijeenkomsten verboden had, bestempelden de organisatoren de bijeenkomst als een "volksfeest". De Paltser bevolking werd gesteund door talrijke andere bevolkingsgroepen en individuen. Sinds dit festijn geldt Slot Hambach als symbool van de democratie in heel Duitsland.

### Moderne tijd

#### Het wederopbouwproject van Maximiliaan van Beieren

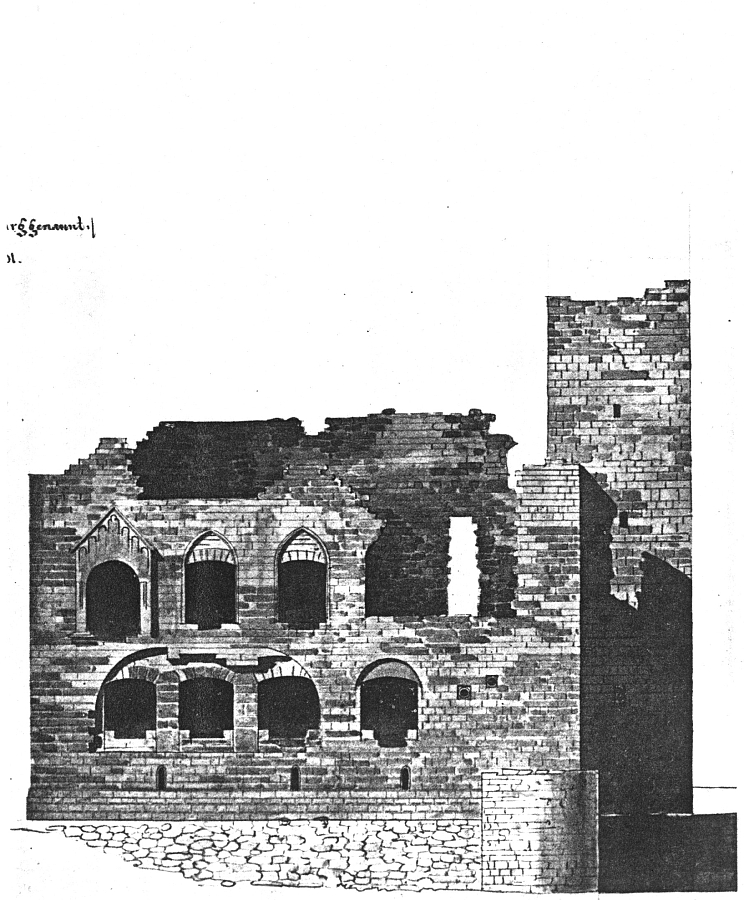
Schets van de ruïne in 1842 voor de in 1844 gestarte verbouwing

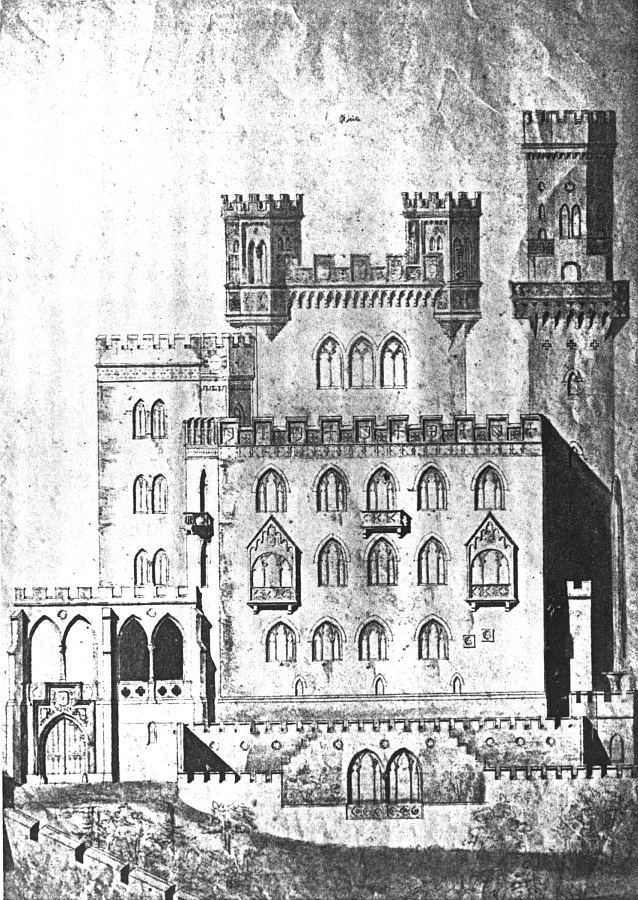
Ontwerp voor de verbouwing van August von Voit, omstreeks 1844

In 1842 gaven de koningsgezinde eigenaren de burchtruïne als huwelijksgeschenk aan de kroonprins en latere koning Maximiliaan II. Sindsdien wordt het slot in de volksmond ook wel Maxburg genoemd. In 1844 begon Beieren met de wederopbouw waarvoor August von Voit het ontwerp leverde. Hoewel het de bedoeling was om volgens de tijdsgeest geen rekening te houden met de middeleeuwse constructie van de burcht, laten de plannen voor de neogotische herbouw van de burcht zien dat ze in aansluiting op Slot Hohenschwangau vergelijkbaar zorgzaam omgingen met het nog aanwezige gebouw. Zo hoort bij de neogotisch aandoende erkers in de oostwand, de linke erker inderdaad nog bij de middeleeuwse burcht. Aan de gevel zijn slechts het maaswerk van de ramen en de kantelen erbij bedacht. Al twee jaar na de start van de bouw stokte het werk en kwam het helemaal tot een bouwstop tijdens de Maartrevolutie in Duitsland in 1848/49. Er werden alleen werkzaamheden uitgevoerd aan de hoofdgevel van het woongedeelte en het onvoltooide balkon aan de zij- en achterzijde van het hoofdgebouw. Meer dan honderd jaar bleef Slot Hambach een onafgebouwde ruïne.

#### Renovaties vanaf de 20ste eeuw
Het slot werd eigendom van Landkreises Bad Dürkheim, toen deze in 1969 de juridische opvolger werd van het opgeheven Landkreises Neustadt an der Weinstraße. In 2002 werd een nieuwe stichting opgericht, de Stiftung Hambacher Schloss, waarin de deelstaat Rheinland-Pfalz, de Bezirksverband Pfalz, Landkreis Bad Dürkheim en de stad Neustadt an der Weinstraße vertegenwoordigd zijn. De stichting ontvangt subsidie vanuit de Bondsrepubliek.
Ter ere van het 150-jarige jubileum van het Hambacher Fest werd het slot tussen 1980 en 1982 voor ongeveer 12 miljoen Duitse mark (plusminus 6 miljoen euro) vrijwel volledig gerestaureerd. Verder werd de eerste permanente tentoonstelling in Slot Hambach voor het publiek geopend. Sinds 1982 zijn er tot nu toe drie permanente tentoonstellingen, de laatste in het kader van de grote renovatiewerkzaamheden in 2007/2008. Deze tentoonstelling genaamd Hinauf, hinauf zum Schloss is sinds oktober 2008 te vinden op de 5de etage.
Een volgende renovatie werd in 2006 gestart en zorgde tijdens de eerste fase voor de sluiting van het slot voor bezoekers van 17 juli 2006 tot 24 mei 2007. Tijdens deze sluiting werden onder andere faciliteiten voor gehandicapten aangelegd zoals de bouw van een lift. Voor het 175-jarige jubileum in 2007 werd het slot geopend voor een half jaar en liet een tentoonstelling zien met daarin de renovatiewerkzaamheden in samenhang met de historische ontwikkelingen van burcht naar slot. In de tweede fase van de renovatie, van 4 november 2007 tot 7 november 2008, was het gebouw weer voor het publiek gesloten. De werkzaamheden die tijdens deze renovatiefase werden doorgevoerd, in het bijzondere de verwijdering van een pas in 1980 geplaatst groot houten plafond, waren onderwerp van controversiële publieke discussie. Tijdens de bouwfase van 2009-2011 werd een nieuw restaurant met meer dan 100 zitplaatsen gebouwd. De verbouwing en de aan de omgeving aangepaste uitbreiding door de Zwitserse architect Max Dudler werd in 2012 bekroond met de DAM Preis für Architektur in Deutschland van het Duitse architectuurmuseum in Frankfurt.

#### Evenementen en toerisme
Gedurende de periodes dat het kasteel geopend is, is het kasteel een museum en conferentieruimte die jaarlijks door zo'n 200.000 mensen wordt bezocht. De tentoonstelling toont de gebeurtenissen in 1832 en de omstandigheden en gevolgen voor Duitsland en Europa.
Door het hele jaar worden evenementen en ontvangsten gehouden van de deelstaat Rheinland-Pfalz, district Bad Dürkheim en de stad Neustadt an der Weinstraße. Een zeer belangrijke gast was de president van de VS, Ronald Reagan, op 6 mei 1985. Hij hield de voordracht "an die Jugend der Welt". Ook Duitse Bondspresidenten bezoeken meestal de historische plek bij hun kennismakingsbezoek aan de deelstaat Rheinland-Pfalz.
Als opening van de jubileumfestiviteiten werd op 1 april 2007 voor de eerste keer de Hambacher-Schloss-Marathon gehouden, de route liep van Neustadt omhoog naar het slot en langs diverse wijndorpen weer terug naar Neustadt. Van de 2350 aangemelde deelnemers, zowel professionals als amateurs, startten uiteindelijk 2200 mensen. Belangrijkste spreker van de feestelijke plechtigheden op 27 mei 2007 was voormalig Bondspresident Richard von Weizsäcker. Al eerder op 11 mei 2007 won bij de wedstrijd Mundartwettbewerb Dannstadter Höhe het gedicht van Albert H. Keil "Nuff uffs Schloss" de eerste prijs. Om het historische Hambacher Fest te gedenken, liepen op 19 juni 2007 meer dan 11.000 scholieren via de oude route vanuit Neustad (Kirrweiler) naar het slot en vierden daar het door de overheid georganiseerde "Hambacher Fest der Jugend" .

## Belang
De "Maxburg" staat bekend bij leden van studentenverenigingen als een nationaal monument en symbool van de vrijheid en broederschap; om het bouwwerk zo te noemen zorgt met name onder studenten en academici een gevoel van verbondenheid. Het slot is een halte aan de in 2007 geopende Straße der Demokratie (Weg van de Democratie), die loopt van Frankfurt tot aan Lörrach.
In 2015 werd Slot Hambach door de Europese Commissie uitgeroepen tot Europees cultureel erfgoed en voorzien van het Europees Cultuurerfgoedzegel. Het gerestaureerde bouwwerk en de presentatie op internet stonden symbool voor de Europese eenheid en voor de idealen en geschiedenis van Europa en de Europese Unie.

## Verkeersnet en wandelen
Aan de oost, zuid en westzijde van Slot Hambach lopen over de berghellingen van de Schlossberg, de in elkaar overgaande Kreisstraßen (regionale wegen) 9 en 14, die de verschillende buurtschappen van Hambach met elkaar verbinden. Iets meer zuidoostelijk van de horecagelegenheid Burgschenke Rittersberg bereikt deze als een eenrichtingsweg aangelegde verbindingsweg een zuidoostelijk van de Rittersberg (531,8 m; zuidoostelijke spoor van de Hohen Loog, 618,7 m) gelegen kruispunt met meerdere boswegen een hoogte van 339,1 meter. Daar ligt een parkeerplaats voor wandelaars (op 40 meter hoogteverschil, met een ongeveer 300 meter verharde weg die te berijden is met een vergunning), die vanuit het slot te bereiken is.
Slot Hambach is uitstekend verbonden met het Stads- en streekvervoeropenbare streekvervoer (ÖPNV). Het hele jaar door stopt bij de eerdergenoemde parkeerplaats de buslijn 502 van het bedrijf Imfeld. De bussen rijden dagelijks volgens de dienstregeling elk uur en sluiten op het centraal station van Neustadt an der Weinstraße aan op de dienstregeling van het spoorstreekvervoer van Rheinland-Pfalz (SPNV). Op dit traject gelden de tarieven van de Verkehrsverbund Rhein-Neckar (VRN). Het Rheinland-Pfalz kaartje en het Saarland-kaartje (deelstaatkaarten) en het Schönes-Wochenende-Ticket zijn ook geldig op dit traject.
Wandelroutes die langs de Schlossberg lopen zijn de noordroute van de Pfälzer Jakobsweg en de Pfälzer Keschdeweg. Vanaf de berg is er een mooi wijde blik van ongeveer 200 meter op de Rebenhügel, op beide zijden van de Duitse wijnroute en op de aan de oostzijde aansluitende Rijnvallei.

## Galerij

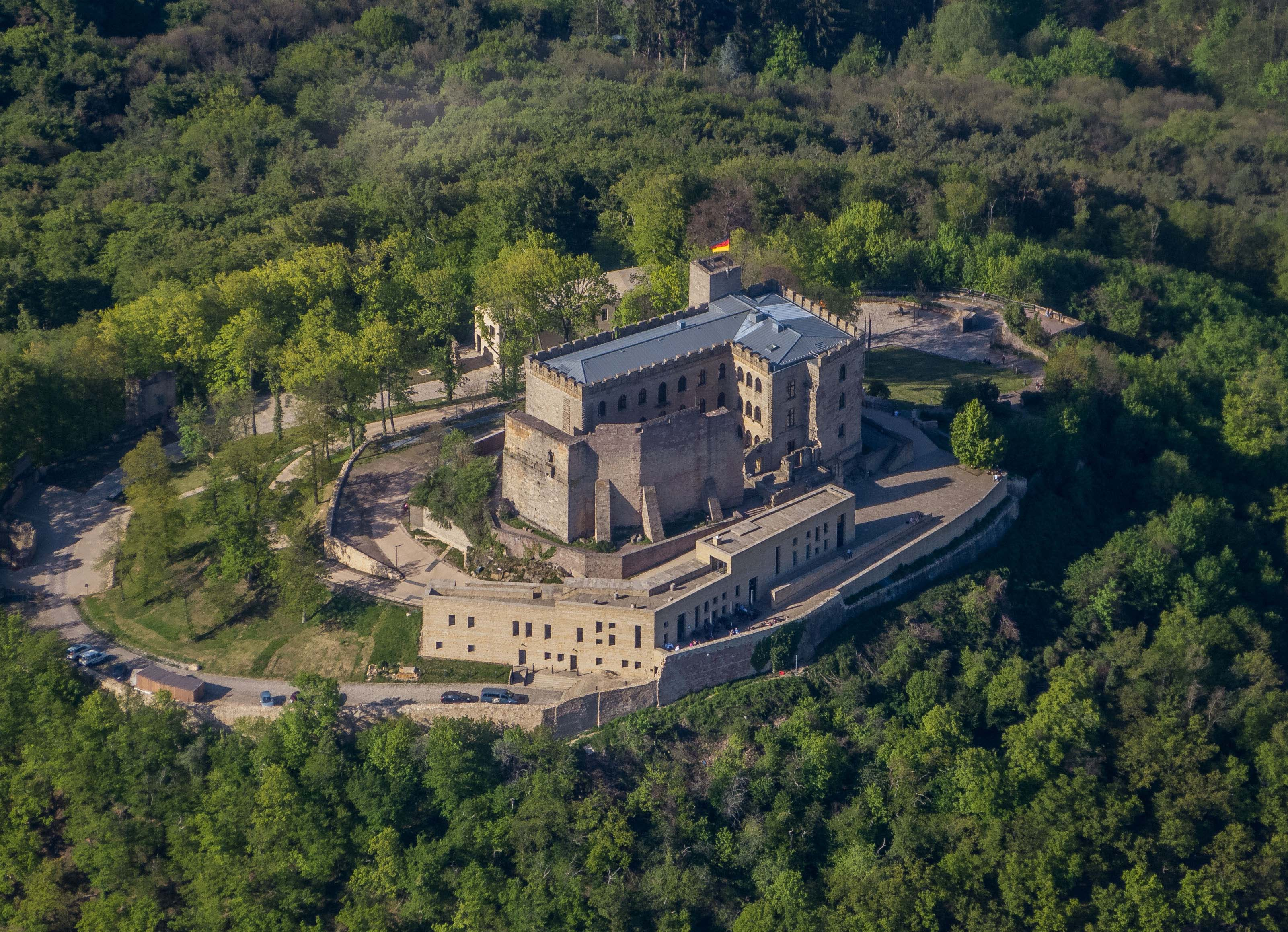
Slot Hambach, luchtopname vanuit het Zuiden
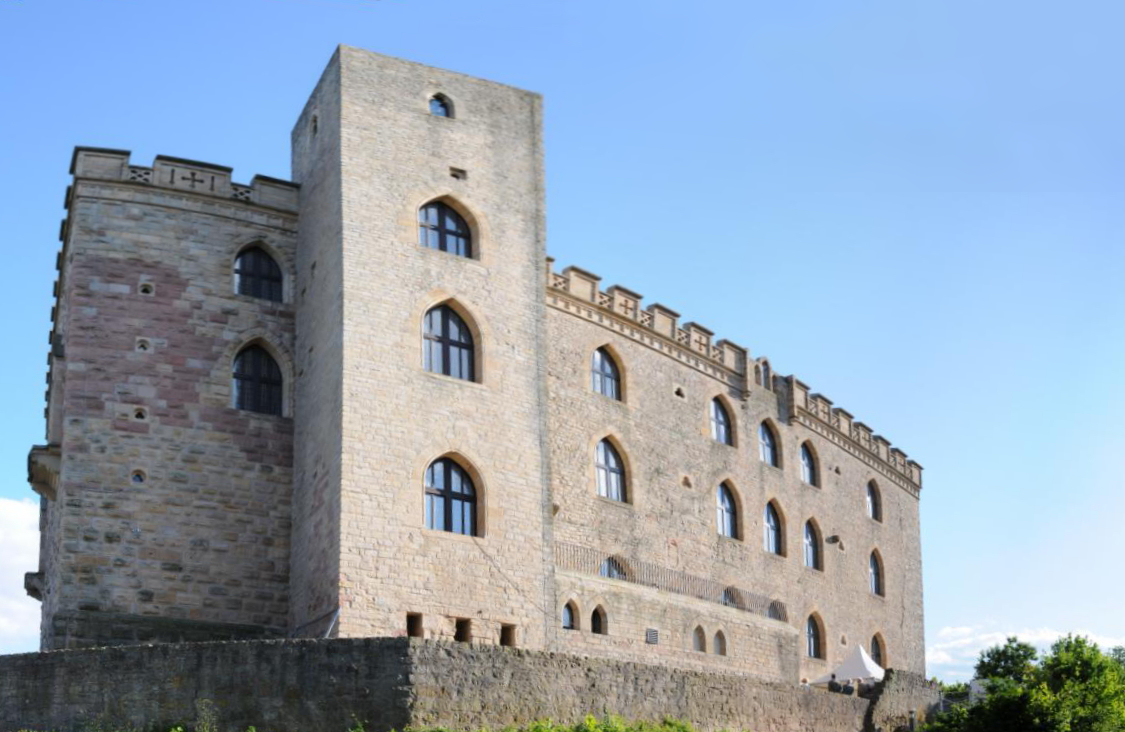
Slot Hambach vanuit het Westen
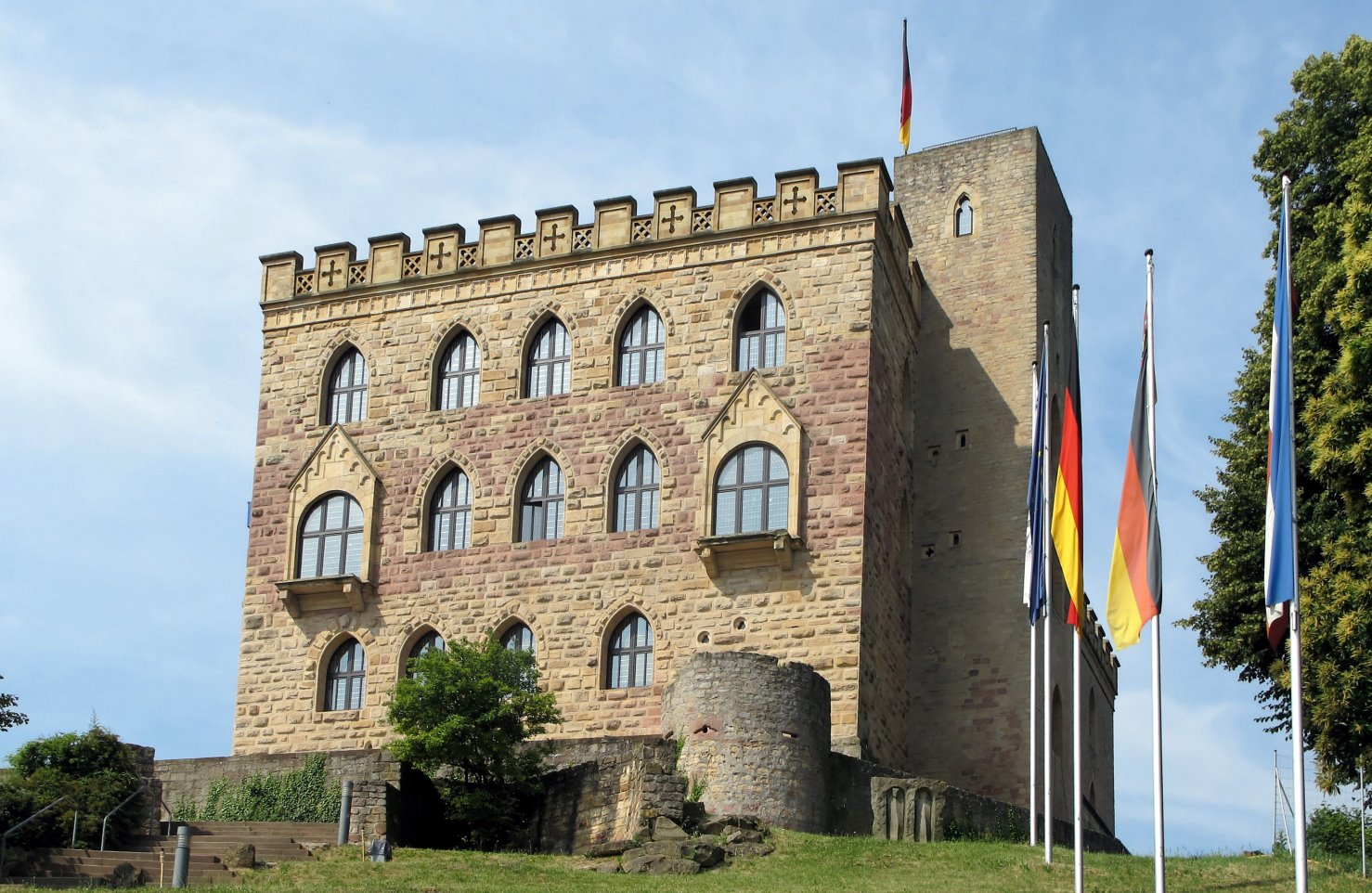
Slot Hambach vanuit het Oosten
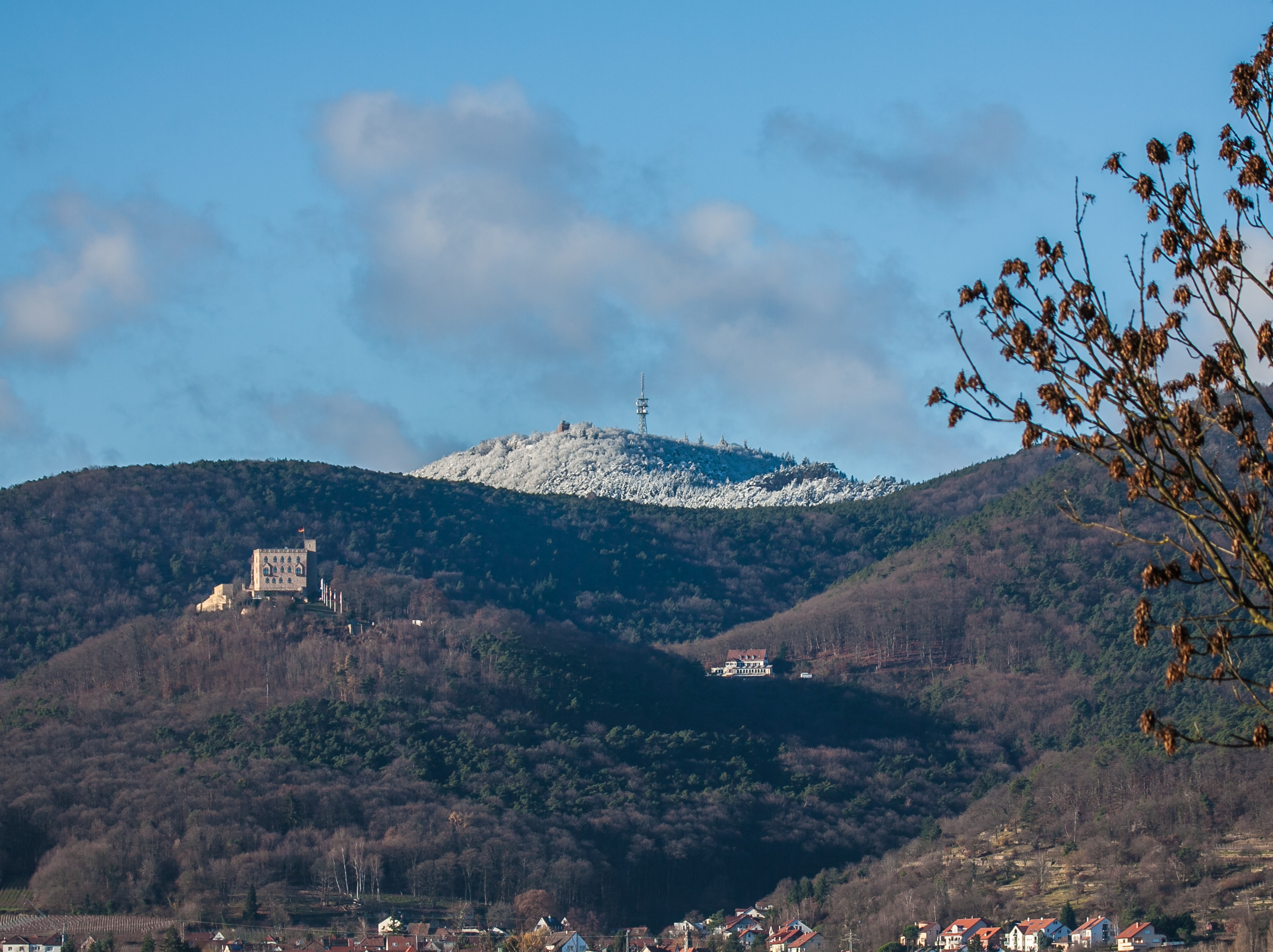
Slot Hambach met Burgschenke Rittersberg en bergtop Kalmit
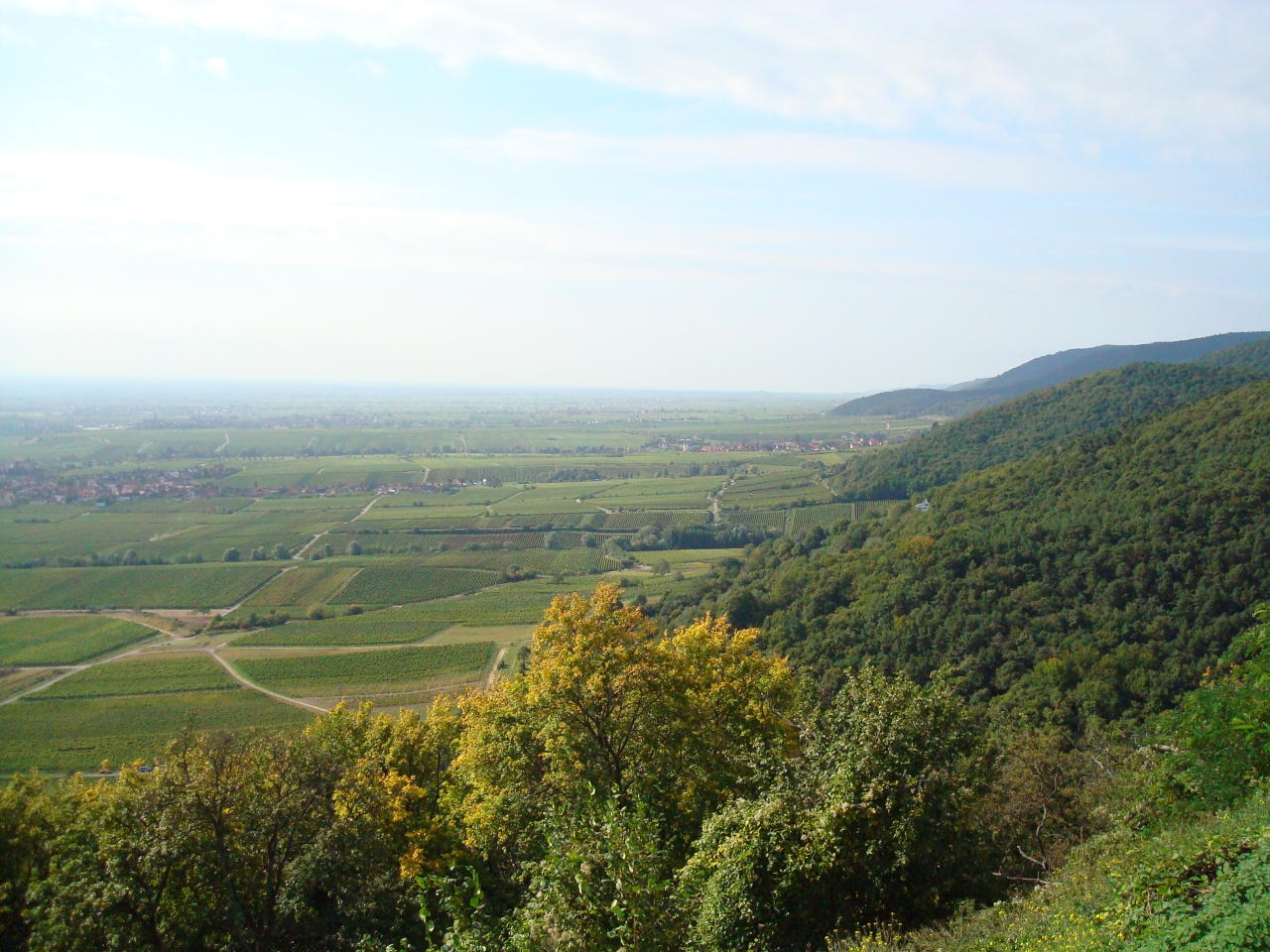
Zicht op het slot naar het Zuiden over de Rijnvlakte
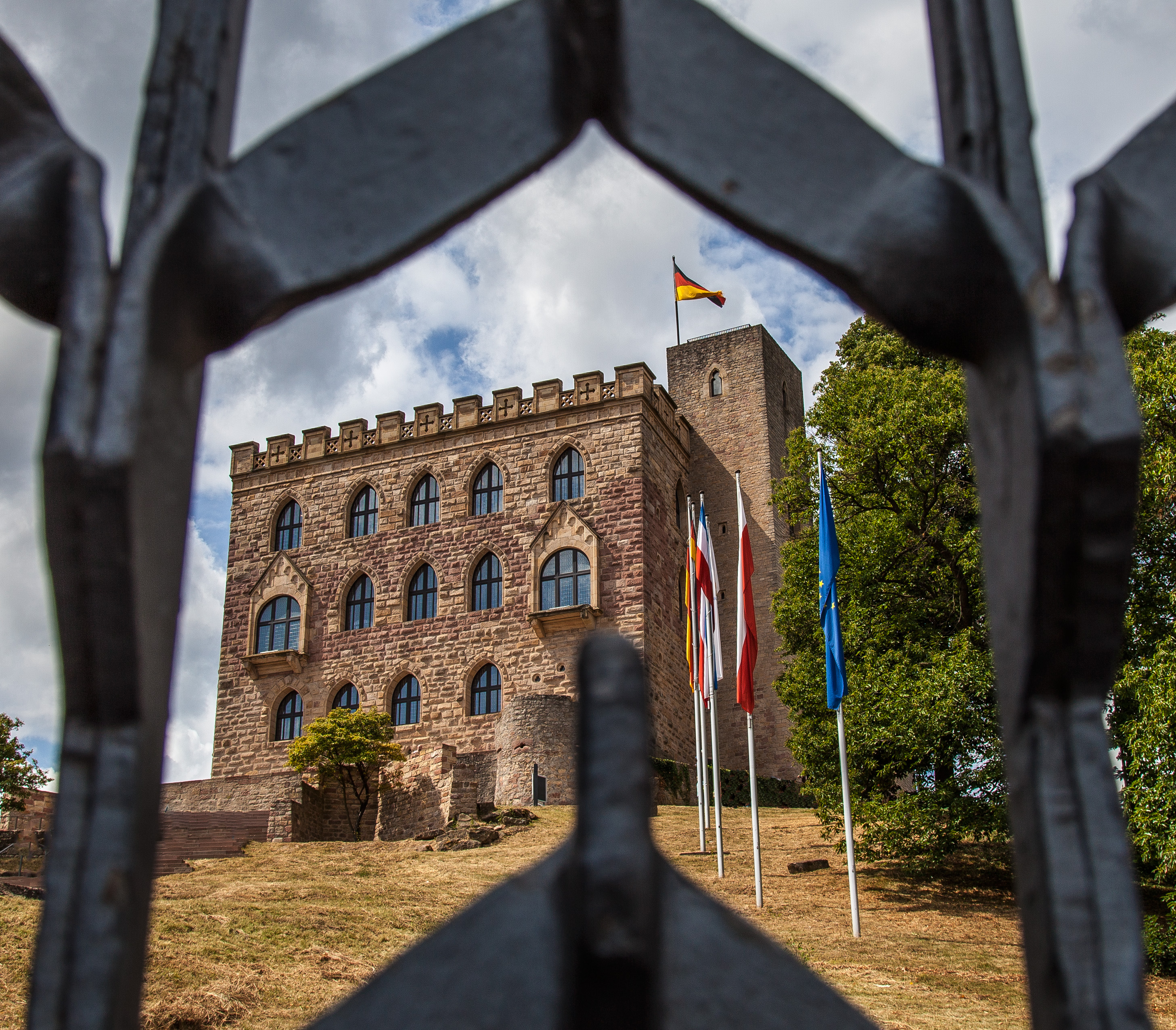
Slot Hambach vanaf de oostkant door de hoofdingang

Slot Hambach (Neustadt an der Weinstraße) ·
Vrede van Westfalen (Münster / Osnabrück) ·
Muzikale erfgoedlocaties (Leipzig) ·
Concentratiekamp Natzweiler-Struthof ·
Werkbundwijken in Europa: Weißenhofsiedlung (Stuttgart) ·
Oderbruch